# Drużynowe Mistrzostwa Polski na Żużlu 1992
Drużynowe Mistrzostwa Polski na Żużlu 1992 – 45. edycja drużynowych mistrzostw Polski, organizowanych przez Polski Związek Motorowy (PZM). W sezonie 1992, po kolejnym rozszerzeniu ligi, do rozgrywek pierwszej ligi przystąpiło dziesięć zespołów, natomiast w drugiej lidze walczyło jedenaście drużyn.
Zwycięzca najwyższej klasy rozgrywkowej (I Ligi) zostaje Drużynowym Mistrzem Polski na Żużlu w sezonie 1992. Obrońcą tytułu z poprzedniego sezonu jest Morawski Zielona Góra. W tym roku triumfowała Polonia Bydgoszcz.

## Pierwsza Liga
| Poz. | Klub                      | Pkt. | Z  | R | P  | +/−  |
| ---- | ------------------------- | ---- | -- | - | -- | ---- |
| 1    | Polonia Bydgoszcz         | 30   | 15 | 0 | 3  | +349 |
| 2    | Stal Gorzów               | 27   | 13 | 1 | 4  | +273 |
| 3    | Apator Toruń              | 25   | 12 | 1 | 5  | +165 |
| 4    | Morawski Zielona Góra     | 21   | 10 | 1 | 7  | +133 |
| 5    | Motor Lublin              | 20   | 9  | 2 | 7  | –29  |
| 6    | Unia Tarnów               | 19   | 9  | 1 | 8  | –93  |
| 7    | Sparta Aspro Wrocław      | 16   | 8  | 0 | 10 | –24  |
| 8    | Stal Westa Rzeszów        | 12   | 6  | 0 | 12 | –62  |
| 9    | Wybrzeże Rafineria Gdańsk | 8    | 4  | 0 | 14 | –299 |
| 10   | Yawal Częstochowa         | 2    | 1  | 0 | 17 | –413 |

## Druga Liga
| Poz. | Klub                        | Pkt. | Z  | R | P  | +/−  |
| ---- | --------------------------- | ---- | -- | - | -- | ---- |
| 1    | Jeanette ROW Rybnik         | 37   | 18 | 1 | 1  | +413 |
| 2    | Unia Leszno                 | 36   | 18 | 0 | 2  | +513 |
| 3    | Start Gniezno               | 30   | 15 | 0 | 5  | +318 |
| 4    | Polonia Piła                | 22   | 10 | 2 | 8  | +53  |
| 5    | Kolejarz Remak Opole        | 19   | 9  | 1 | 10 | –59  |
| 6    | KKŻ Krosno                  | 18   | 9  | 0 | 11 | +1   |
| 7    | Victoria – Rolnicki Machowa | 15   | 7  | 1 | 12 | –95  |
| 8    | GKM Grudziądz               | 14   | 7  | 0 | 13 | –173 |
| 9    | Iskra Ostrów Wielkopolski   | 12   | 5  | 2 | 13 | –281 |
| 10   | Sparta Aspro II Wrocław     | 11   | 5  | 1 | 14 | –296 |
| 11   | Śląsk Świętochłowice        | 6    | 3  | 0 | 17 | –400 |